# Teatro Capital
El Teatro Capital (en inglés: Capital Theater) en Ely, Nevada al oeste de los Estados Unidos fue construido en 1916 por C.O. Fleming y W.P. Hull. El edificio albergaba una sala de cine hasta que se cerró en 1965, junto con algunos negocios minoristas. El estilo representa una posible reconstrucción tras el incendio de 1929, y podría ser mejor descrito como de estilo del renacimiento colonial español. El diseño del teatro se llevó a cabo por los propietarios. La Parte inferior del exterior de ladrillo, que alberga las tiendas al por menor, ha sido alterado, pero los dos tercios superiores permanecen con cambios. El interior fue remodelado en el estilo art déco en 1938.

## Estructura del Edificio
Se compone de dos partes: una sección de tres pisos con tres escaparates, la entrada del teatro, dos plantas de espacio de oficina; y el teatro del auditorio. La sección delantera es de nueve compartimientos de ancho y cuatro compartimientos de profundidad con un tejado a cuatro aguas truncado. Cuenta con una decoración de cornisas terracota . La estructura del teatro es de forma irregular y varía de cuatro a siete pisos de altura.

## Historia

### Sala de Cine
El Teatro Capital fue construido para Vaudeville and Cinema y continuó como una sala de cine hasta 1970. Su estreno en 1926 agotó todos los 2.000 asientos disponibles y cientos de personas se quedaron sin lugar.

### Sala de Conciertos
En la década de 1970, el teatro fue restaurado para su uso como espacio de actuación. También fue utilizado como un espacio de conciertos a lo largo de los años 1970, 1980 y 1990, y contó con las actuaciones de artistas como Pink Floyd, The Grateful Dead, Janis Joplin, y Traffic.The Grateful Dead tocó en el Teatro Capital 13 veces, en un lapso de un año 1970-1971.